# Міжнародний конгрес з руйнування
Міжнаро́дний конгре́с з руйнува́ння (англ. International Congress on Fracture, ICF або англ. ICF: The World Academy of Structural Integrity) — міжнародна організація для сприяння міжнародній співпраці між вченими та інженерами, які займаються вивченням механіки та механізмів руйнування, втоми та міцності твердих тіл.

## Історична довідка
Ідея Міжнародного конгресу з руйнування датується 1961 роком і виникла на конференції в MIT, де було створено «Тимчасовий комітет міжнародної конференції» (Interim International Conference Committee) під головуванням японського інженера-науковця в галузі матеріалознавства і машинобудування Такео Йокоборі(Takeo Yokobori).
Перше засідання конгресу (ICF1) відбулося у листопаді 1965 в місті Сендай (Японія). У квітні 1969 року на ICF2 у Брайтоні (Велика Британія) Міжнародний конгрес з руйнування (ICF) було засновано офіційно із затвердженими статутом і підзаконними актами, Радою та Виконавчим органом. Після цього ICF кожні чотири роки організовував велику конференцію. ICF також організовував проміжні конференції, перша з яких відбулася в Пекіні, (Китай) у листопаді 1983 року. ICF заснував національні організації у своїх країнах-членах, однією з перших це була «Австралійська група з руйнування» (англ. Australasian Fracture Group) у 1971 році.
ICF став більше, ніж організатором конференцій, він скоріше став науковим товариством у широкій галузі конструкційної міцності, руйнування, втома, повзучості, корозії та надійності різного роду матеріалів: металів, сплавів, кераміки, композитів, матеріалів для електроніки та природні матеріали. Завдяки конференціям ICF1-CF12 масштаби розгляду об'єктів еволюціонували від нано- до макро масштабів, від фундаментальної науки, інженерії та математики до практичних технологій і моделювання систем для безпечного проектування.
На проміжній конференції ICF в Анагаймі (Каліфорнія, США), що відбулась у травні 2011 ICF було перейменовано у «ICF: The World Academy of Structural Integrity» (ICF-WASI, ICF: Міжнародна академія конструкційної цілісності).

## Структура
ICF-WASI керується Радою, яка складається з членів від кожної країни-члена, причому одна країна має один голос. Рада збирається один раз на чотири роки на кожному засіданні ICF-WASI (з інтервалом у чотири роки). Рада на проміжний період між засіданнями делегує управління ICF-WASI президенту та виконавчому комітету.
Починаючи з ICF6, скарбник виконував обов'язки де-факто головного виконавчого директора, тісно співпрацюючи з президентом і генеральним секретарем. Рада кожних чотири роки обирає дійсних членів, які тепер називаються академіками (50). ICF-WASI у найширшому розумінні також складається з «асоційованих членів», які включають усю спільноту до 10 000 делегатів, які відвідали чотирирічні та проміжні конференції ICF-WASI.

## Зустрічі, що відбулися
- ICF1 Сендай (Японія) 1965
- ICF2 Брайтон (Велика Британія) 1969
- ICF3 Мюнхен (Німеччина) 1973
- ICF4 Ватерлоо (Канада) 1977
- ICF5 Канни (Франція) 1981
- ICF6 Нью-Делі (Індія) 1984
- ICF7 Х'юстон (USA) 1989
- ICF8 Київ (Україна) 1993
- ICF9 Сідней (Австралія) 1997
- ICF10 Гонолулу (США) 2001
- ICF11 Турин (Італія) 2005[2]
- ICF12 Оттава (Канада) 2009
- ICF13 Пекін (Китай) 2013
- ICF14 Родос (Греція) 2017
- ICF15 Атланта (США) 2023[3][4].

## Нагороди ICF
Нагороди, які присуджує ICF:
- Золота медаль Такео Йокоборі (англ. Takeo Yokobori gold medal);
- Золота медаль Алена Коттрела (англ. Alan Cottrell gold medal);
- Золота медаль Джорджа Ірвіна (англ. George Irwin gold medal);
- Золота медаль Пола К. Періса (англ. Paul C. Paris gold medal);
- Срібна медаль Констанс Тіппер (англ. Constance Tipper silver medal).